# Championnats du monde d'aviron 1990
Navigation
Édition précédente Édition suivante
Les championnats du monde d'aviron 1990, vingtième édition des championnats du monde d'aviron, ont lieu en novembre 1990 sur le lac Barrington, en Australie.

## Podiums
| Épreuves            | Or | Or                  | Argent | Argent              | Bronze | Bronze              |
| Épreuves masculines | Épreuves masculines | Épreuves masculines | Épreuves masculines | Épreuves masculines | Épreuves masculines | Épreuves masculines |
| ------------------- | --- | ------------------- | --- | ------------------- | --- | ------------------- |
| M1x                 | Union soviétique Jüri Jaanson | 7 min 22 s 15       | Tchécoslovaquie Václav Chalupa | 7 min 26 s 98       | Nouvelle-Zélande Eric Verdonk | 7 min 31 s 70       |
| M2x                 | Autriche Arnold Jonke Christoph Zerbst | 6 min 56 s 37       | Allemagne de l'Est Thomas Lange Stefan Ullrich | 6 min 57 s 08       | Australie Peter Antonie Paul Reedy | 7 min 04 s 49       |
| M4x                 | Union soviétique Vitali Dosenko Sergey Kinyakin Mykola Chupryna Guirts Vilks                                                                                                   | 5 min 40 s 44       | Suisse Ueli Bodenmann Marc-Sven Nater Alexander Rückstuhl Beat Schwerzmann                                                                                     | 5 min 41 s 81       | Italie Alessandro Corona Gianluca Farina Massimo Paradiso Filippo Soffici | 5 min 42 s 18       |
| M2+                 | Italie Carmine Abbagnale Giuseppe Abbagnale Giuseppe Di Capua (c) | 6 min 48 s 30       | Espagne José Ignacio Bugarin Pereira Ibon Urbieta Zubiria Gabriel de Marco (c)                                                                                 | 6 min 50 s 52       | Yougoslavie Milan Janša Robert Krašovec Robert Eržen (c) | 6 min 51 s 84       |
| M2-                 | Allemagne de l'Est Thomas Jung Uwe Kellner | 7 min 07 s 91       | Union soviétique Nikolay Pimenov Yuriy Pimenov | 7 min 10 s 20       | Grande-Bretagne Matthew Pinsent Steve Redgrave | 7 min 12 s 38       |
| M4+                 | Allemagne de l'Est Bernd Eichwurzel Mario Gruessel Detlef Kirchhoff Stefan Schulz Hendrik Reiher (c)                                                                           | 6 min 46 s 73       | Allemagne de l'Ouest Wolfgang Klapheck Stefan Scholz Ansgar Wessling Volker Zimmermann Thomas Alt (c)                                                          | 6 min 48 s 03       | Union soviétique Igor Bortnitski Sigitas Kushinskas Yoanas Narmontas Vladimir Romanishin Petr Petrinitch (c)                                                                   | 6 min 49 s 40       |
| M4-                 | Australie Nick Green Mike McKay James Tomkins Samuel Patten | 5 min 52 s 20       | Pays-Bas Niels van der Zwan Jaap Krijtenburg Bart Peters Sven Schwarz                                                                                          | 5 min 53 s 41       | Allemagne de l'Est Ralf Brudel Olaf Förster Thomas Greiner Jens Luedecke | 5 min 54 s 71       |
| M8+                 | Allemagne de l'Ouest Roland Baar Dirk Balster Frank Dietrich Christoph Korte (de) Frank Richter Martin Steffes-Mies (de) Matthias Ungemach Armin Weyrauch Manfred Klein (c)    | 5 min 26 s 62       | Canada Darren Barber Andy Crosby Robert Bob Marland Derek Porter Michael Mike Rascher Bruce Robertson Brian Saunderson John Wallace Terrence Paul (c)          | 5 min 27 s 57       | Allemagne de l'Est Thomas Baensch Andre Hache Frank Pawlowski Michael Peter Roland Shröder Hans Sennewald Thomas Woddow Lutz Thiede Peter Thiede (c)                           | 5 min 29 s 88       |
| LM1x                | Pays-Bas Frans Göbel | 7 min 21 s 24       | Belgique Wim van Belleghem | 7 min 22 s 49       | Norvège Per Sætersdal | 7 min 28 s 80       |
| LM2x                | États-Unis Robert Dreher Stephen Peterson | 7 min 46 s 15       | Allemagne de l'Ouest Karsten Krueger Peter Müller | 7 min 46 s 38       | Autriche Walter Rantasa Christoph Schmoelzer | 7 min 46 s 88       |
| LM4x                | Italie Francesco Esposito , Massimo Lana Paolo Pittino Massimo Guglielmi | 5 min 46 s 38       | France Bruno Boucher Bruno Lebeda Laurent Porchier Thierry Renault                                                                                             | 5 min 48 s 58       | Australie Simon Burgess Bruce Hick Gary Lynagh Steve Hawkins | 5 min 48 s 72       |
| LM4-                | Allemagne de l'Ouest Klaus Altena Michael Buchheit Stephan Fahrig Bernhard Stomporowski                                                                                        | 7 min 03 s 68       | France Stéphane Guérinot Laurent Irazusta Benoît Masson José Oyarzabal                                                                                         | 7 min 05 s 57       | Pays-Bas Frank Gerritse Pim Laken Mark Emke Han de Regt | 7 min 05 s 84       |
| LM8+                | Italie Enrico Barbaranelli Franco Falossi Carlo Gaddi Fabrizio Ranieri Fabrizio Ravasi Andrea Re Roberto Romanini Alfredo Striani Giuseppe Lamberti (c)                        | 5 min 35 s 03       | Danemark Sven Blitskov Peter Madsen Flemming Meyer Vagn Nielsen Henning Bay Nielsen Lars Rasmussen Hans Christian Soerensen Bo Vestergaard Stephen Masters (c) | 5 min 36 s 98       | Grande-Bretagne Christopher Bates Marysh Chmiel Peter Haining Toby Hessian Tom Kay Carl Smith Neil Staite Stephen Wright John Deakin (c)                                       | 5 min 37 s 75       |
| Épreuves féminines  | |                     | |                     | |                     |
| W1x                 | Allemagne de l'Est Birgit Peter | 7 min 24 s 10       | Canada Silken Laumann | 7 min 27 s 08       | Allemagne de l'Ouest Titie Jordache | 7 min 30 s 03       |
| W2x                 | Allemagne de l'Est Kathrin Boron Beate Schramm | 8 min 18 s 63       | Union soviétique Inna Frolova Tetiana Ustiuzhanina | 8 min 23 s 46       | États-Unis Kristine Karlson Alison Townley | 8 min 29 s 35       |
| W4x                 | Allemagne de l'Est Kerstin Köppen Claudia Krüger Sybille Schmidt Jana Rau-Sorgers                                                                                              | 6 min 14 s 08       | Union soviétique Elena Hlopceva Svitlana Maziy Maria Omeljanovitch Saria Zakirova                                                                              | 6 min 20 s 25       | Tchécoslovaquie Hana Kafkova Iva Mikolova Martina Sefcikova Irena Soukupova | 6 min 22 s 33       |
| W2-                 | Allemagne de l'Ouest Stefani Werremeier Ingeburg Schwerzmann-Althoff | 8 min 28 s 37       | États-Unis Stephanie Maxwell-Pierson Anna Seaton | 8 min 41 s 62       | Allemagne de l'Est Ina Justh Birte Siech | 8 min 44 s 59       |
| W4-                 | Roumanie Doina Șnep-Bălan Iulia Bobeică-Bulie Marioara Curela Doina Robu | 7 min 51 s 68       | Allemagne de l'Ouest Sylvia Dördelmann Meike Hollaender Gabriele Mehl Cerstin Petersmann                                                                       | 7 min 52 s 45       | Allemagne de l'Est Jeanette Barth Antje Frank Kathrin Haacker Judith Ungemach-Zeidler                                                                                          | 7 min 56 s 54       |
| W8+                 | Roumanie Doina Șnep-Bălan Iulia Bobeică-Bulie Constanța Burcică Veronica Cochela-Cogeanu Marioara Curela Anisoara Oprea Marioara Popescu Doina Robu Elena Georgescu-Nedelc (c) | 5 min 59 s 26       | États-Unis Shelagh Donohoe Cynthia Eckert Sarah Gengler Kelley Jones Stephanie Maxwell-Pierson Tracy Rude Anna Seaton Kathryn Young Yasmin Farooq (c)          | 6 min 01 s 67       | Allemagne de l'Est Ramona Franz Christiane Harzendorf Annette Hohn Micaela Schmidt-Kubicki Ute Schell-Stange Annegret Strauch Ute Noetzel-Wild Heike Winkler Yvonne Illing (c) | 6 min 03 s 18       |
| LW1x                | Danemark Mette Bloch Jensen | 8 min 12 s 64       | Pays-Bas Laurien Vermulst | 8 min 14 s 58       | Belgique Rita Defauw | 8 min 21 s 20       |
| LW2x                | Danemark Ulla Jensen Regitze Siggaard | 6 min 57 s 96       | États-Unis Holly Brunkov Lindsay Burns | 7 min 03 s 24       | Canada Brenda Colby Wendy Wiebe | 7 min 03 s 30       |
| LW4-                | Canada Jill Blois Colleen Miller Diana Sinnage Rachel Starr | 6 min 38 s 40       | Australie Amanda Cross Rebecca Joyce Sally Ninham Pam Westendorf-Marshall                                                                                      | 6 min 40 s 32       | Chine Sanmei Liang Zhi-ai Lin Meilan Zeng Huajie Zhang | 6 min 42 s 30       |